# Прирождённый бегун
«Прирождённый бегун» (англ. Born To Run; другое название — «Рождённый, чтобы бежать») — короткометражный фильм, рассказывающий о любви молодой девушки.

## Сюжет
Фильм повествует о истории молодой девушки Аннет, погружённой в себя и думающей только о своём кумире гитаристе Брюсе Спрингстине. Когда в одном из гимнастических классов начинает заниматься парень по имени Винсент, похожий на её кумира, она тоже начинает заниматься с вдохновением гимнастикой.
Сначала зритель тревожится за судьбу главной героини — она подвержена чужому влиянию. Но постепенно занятия гимнастикой перерастают в нечто большее, чем просто увлечение. Это один из случаев, когда любовь позволяет достичь человеку серьёзных результатов в своей деятельности.

## В ролях
- Синди Рэго — Аннет Дарлингтон
- Райан Уилсон — Винсент Мартелла
- Лиза Таблер — флиртующая девушка 1
- Анна Стеффен — флиртующая девушка 2
- Маура Е. Ши — преподаватель
- Джули Чрзян — девушка-гимнастка 1
- Клара Бенайс — девушка-гимнастка 2
- Линн Ресслер — парень в спортзале 1
- Филипп Чапин — парень в спортзале 2
- Дэн Зсолдос — парень в спортзале 3
- Джон Чемберлен — учтивый парень

## Интересные факты
- Фильм участвовал в Каннском кинофестивале
- Саундтреком к фильму являются песни Брюса Спрингстина
- Название фильма восходит к альбому «Born To Run» коллектива E-Street Band, возглавляемого в своё время Брюсом Спрингстином